# Amar pelos dois
„Amar pelos dois“ (на български: Любов за двама) е песен на португалския певец Салвадор Собрал. Песента е написана и продуцирана от сестра му Луиса Собрал и издадена за цифрово изтегляне като сингъл на 10 март 2017 г. Премиерата на песента е на 19 февруари 2017 г., когато е изпълнена по време на първия полуфинал на „Festival da Canção 2017“, националната селекция на Португалия за избор на изпълнител/и и песен на Евровизия 2017.
„Amar pelos dois“ е джаз валс с лиричната тема за сърцебиене след разпад. Песента получава похвала от музикалните критици, като някои рецензенти го смятат за най-доброто участие на Евровизия в Португалия за всички времена. Песента спечели различни награди на Салвадор и Луиса Собрал. Песента е включена в песенния плейлист на Европейския съюз като всеобщата португалска любовна песен и има кавъри от няколко изпълнители. Песента постигна търговски успех, особено в Европа, достигайки до топ десет в няколко държави.
„Amar pelos dois“ представя Португалия на Евровизия през 2017 в Киев, Украйна. Песента дава на Португалия първа победа в песенния конкурс след дебюта на страната през 1964 г. Песента получава общо 758 точки, като така тя поставя рекорда за най-голям брой точки в историята на песенния конкурс.